# National Rugby Championship (2015)
National Rugby Championship 2015 (od nazwy sponsora Buildcorp National Rugby Championship) – druga edycja National Rugby Championship, ogólnokrajowych męskich rozgrywek rugby union w Australii organizowanych przez Australian Rugby Union. Zawody odbędą się pomiędzy 20 sierpnia a 31 października 2015 roku.
ARU po każdej kolejce prezentował jej podsumowanie, a także statystyczne porównanie do poprzedniego sezonu po fazie zasadniczej. W półfinałach lepsze od swoich rywali okazały się zespoły wyżej rozstawione, a w decydującym pojedynku drużyna Brisbane City pokonał zespół Canberra Vikings broniąc tym samym tytułu sprzed roku.
W indywidualnych klasyfikacjach przodowali przedstawiciele triumfatorów – najwięcej punktów w zawodach zdobył Jake McIntyre, zaś w klasyfikacji przyłożeń z czternastoma zwyciężył Junior Lailofi. Najlepszym zawodnikiem sezonu został zaś uznany Jono Lance. Spośród ośmiu zawodników wskazanych przez Rugby Union Players' Association najlepszym według samych graczy został uznany Ita Vaea.

## Informacje ogólne

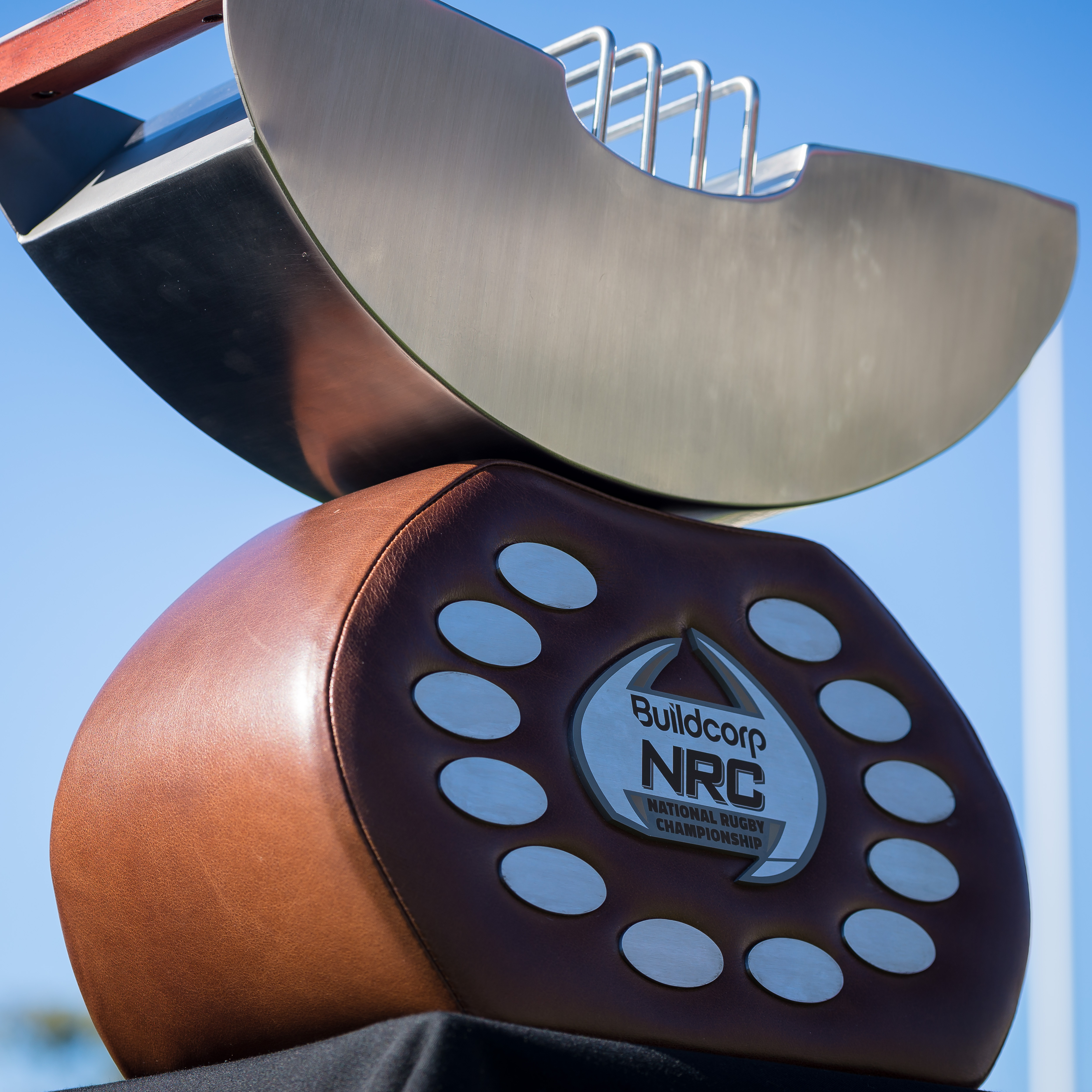
Trofeum

W połowie czerwca 2015 roku został opublikowany szczegółowy rozkład meczów. Podobnie jak rok wcześniej rozgrywki w pierwszej fazie prowadzone były systemem kołowym w ciągu dziewięciu tygodni. Każda z drużyn spotkała się raz z każdym przeciwnikiem, łącznie rozgrywając osiem spotkań – cztery u siebie i cztery na wyjeździe. Z uwagi na nieparzystą liczbę zespołów podczas każdej kolejki jeden z nich pauzował. Druga część rozgrywek składała się z dwurundowej fazy pucharowej – cztery czołowe zespoły awansowały do półfinałów, których zwycięzcy spotkali się w meczu finałowym rozegranym na boisku drużyny wyżej sklasyfikowanej po fazie grupowej. Jedno spotkanie z każdej kolejki sezonu zasadniczego, rozgrywane w czwartek, było transmitowane na żywo w Fox Sports, jak również wszystkie trzy mecze fazy pucharowej. W sierpniu ogłoszono, że dodatkowo pozostałe trzy mecze każdej kolejki będą transmitowane w Internecie na oficjalnej stronie tej stacji.
Zobowiązani do gry w rozgrywkach byli wszyscy zawodnicy zakontraktowani w zespołach Super Rugby nie powołani do reprezentacji narodowej, którzy zostali relatywnie równomiernie przydzieleni do poszczególnych drużyn. Ich składy zostały uzupełnione przez graczy wyłonionych z lokalnych rozgrywek klubowych. Reprezentanci kraju także zostali przydzieleni do poszczególnych zespołów, przede wszystkim ze względów promocyjnych, choć w miarę możliwości mogli uczestniczyć także w spotkaniach, gdyby pozwoliły na to obowiązki reprezentacyjne, a ich alokacja nastąpiła 27 lipca 2015 roku.
W fazie grupowej spotkania toczone były bez ewentualnej dogrywki, za zwycięstwo, remis i porażkę przysługiwały odpowiednio cztery, dwa i zero punktów, możliwe do zdobycia były także punkty bonusowe za porażkę maksymalnie siedmioma punktami oraz za zdobycie trzech przyłożeń więcej od rywali. W przypadku remisu w półfinale organizowana była dogrywka składająca się z dwóch dziesięciominutowych części, a jeśli i ona nie przyniosła rozstrzygnięcia, zwycięzcą zostawał zespół, który zdobył więcej przyłożeń w tym meczu, zaś w przypadku tej samej liczby przyłożeń do finału przechodziła drużyna, która w fazie grupowej zajmowała wyższą lokatę.
Podobnie jak rok wcześniej w rozgrywkach obowiązywały zmiany w zasadach gry i ich interpretacjach, spośród których najważniejsze to: zmiana punktacji za poszczególne zagrania (zwiększenie wartości punktowej podwyższenia z dwóch do trzech punktów, a zarazem zmniejszenie z trzech do dwóch za pozostałe kopy); przywrócenie uprawnień sędziego telewizyjnego do stanu sprzed 2013 roku; przyznawania punktu bonusowego nie za cztery przyłożenia, lecz za trzy więcej od rywali; zmniejszenie limitów czasowych na wykonywanie kopów oraz ustawienie młyna; zezwolenie na kontynuowanie gry z autu następującego po karnym, nawet gdy upłynął czas gry; zastosowanie prawa korzyści, gdy przeciwnicy nie walczą o piłkę w aucie, do którego nie nastąpił prosty wrzut.
W tym sezonie wprowadzono dodatkowe trofeum dla uczestniczących w zawodach drużyn – Horan-Little Shield – a walka o nie odbywać się miała podobnie do nowozelandzkiego Ranfurly Shield. Zapowiedziano także zorganizowanie meczu pomiędzy New Zealand Heartland XV a zespołem Australian Barbarians złożonym z zawodników występujących w NRC, a nie zakontraktowanych przez franszyzy Super Rugby.

## Uczestnicy
| Zespół              | Region                | Trener         | Kapitan                                           |
| ------------------- | --------------------- | -------------- | ------------------------------------------------- |
| Brisbane City       | Brisbane              | Nick Stiles    | Liam Gill Nick Frisby Sam Talakai                 |
| Canberra Vikings    | Canberra              | Brad Harris    | Jarrad Butler                                     |
| Greater Sydney Rams | Sydney                | Jim Williams   | Jed Holloway Jai Ayoub                            |
| Melbourne Rising    | Melbourne             | Zane Hilton    | Colby Faingaʻa/Scott Fuglistaller Jack Debreczeni |
| NSW Country Eagles  | Nowa Południowa Walia | Darren Coleman | Jono Lance                                        |
| North Harbour Rays  | Sydney                | Geoff Townsend | Luke Holmes                                       |
| Perth Spirit        | Perth                 | Tai McIsaac    | Heath Tessmann/Ian Prior/Angus Cottrell           |
| Queensland Country  | Queensland            | Jason Gilmore  | Anthony Faingaʻa James Tuttle                     |
| Sydney Stars        | Sydney                | Peter Playford | David Hickey Tom Kingston                         |

## Faza grupowa

### Runda 1
| 20 sierpnia 201519:30 | Brisbane City | 29:16 | Perth Spirit | Ballymore Stadium, Brisbane Widzów: 2698 |
| 20 sierpnia 201519:30 |               | 29:16 |              | Ballymore Stadium, Brisbane Widzów: 2698 |

| 22 sierpnia 201515:00 | North Harbour Rays | 29:45 | Sydney Stars | Manly Oval, Manly Widzów: 2000 |
| 22 sierpnia 201515:00 |                    | 29:45 |              | Manly Oval, Manly Widzów: 2000 |

| 22 sierpnia 201515:00 | Greater Sydney Rams | 31:32 | NSW Country Eagles | Merrylands RSL Rugby Park, Sydney |
| 22 sierpnia 201515:00 |                     | 31:32 |                    | Merrylands RSL Rugby Park, Sydney |

| 23 sierpnia 201515:30 | Queensland Country | 31:39 | Melbourne Rising | Bond University, Gold Coast |
| 23 sierpnia 201515:30 |                    | 31:39 |                  | Bond University, Gold Coast |

### Runda 2
| 27 sierpnia 201519:30 | Sydney Stars | 50:40 | Queensland Country | Leichhardt Oval, Leichhardt |
| 27 sierpnia 201519:30 |              | 50:40 |                    | Leichhardt Oval, Leichhardt |

| 29 sierpnia 201514:00 | Melbourne Rising | 21:45 | Brisbane City | Harlequin Rugby Club, Melbourne Widzów: 750 |
| 29 sierpnia 201514:00 |                  | 21:45 |               | Harlequin Rugby Club, Melbourne Widzów: 750 |

| 29 sierpnia 201515:00 | NSW Country Eagles | 13:37 | Canberra Vikings | Woollahra Oval, Sydney Widzów: 2623 |
| 29 sierpnia 201515:00 |                    | 13:37 |                  | Woollahra Oval, Sydney Widzów: 2623 |

| 29 sierpnia 201515:30 | Perth Spirit | 26:45 | North Harbour Rays | University of Western Australia, Perth |
| 29 sierpnia 201515:30 |              | 26:45 |                    | University of Western Australia, Perth |

### Runda 3
| 3 września 201519:30 | North Harbour Rays | 40:45 | Melbourne Rising | Manly Oval, Manly |
| 3 września 201519:30 |                    | 40:45 |                  | Manly Oval, Manly |

| 5 września 201514:00 | Canberra Vikings | 58:26 | Greater Sydney Rams | Viking Park, Canberra Widzów: 2178 |
| 5 września 201514:00 |                  | 58:26 |                     | Viking Park, Canberra Widzów: 2178 |

| 5 września 201515:00 | Sydney Stars | 45:24 | Perth Spirit | Leichhardt Oval, Leichhardt |
| 5 września 201515:00 |              | 45:24 |              | Leichhardt Oval, Leichhardt |

| 6 września 201515:30 | Queensland Country | 24:44 | Brisbane City | Toowoomba Sports Ground, Toowoomba Widzów: 2204 |
| 6 września 201515:30 |                    | 24:44 |               | Toowoomba Sports Ground, Toowoomba Widzów: 2204 |

### Runda 4
| 10 września 201519:30 | Brisbane City | 55:29 | North Harbour Rays | Ballymore Stadium, Brisbane |
| 10 września 201519:30 |               | 55:29 |                    | Ballymore Stadium, Brisbane |

| 12 września 201515:00 | NSW Country Eagles | 37:31 | Sydney Stars | Chillingworth Oval, Tamworth |
| 12 września 201515:00 |                    | 37:31 |              | Chillingworth Oval, Tamworth |

| 12 września 201515:00 | Greater Sydney Rams | 31:37 | Queensland Country | Forshaw Park, Sylvania Waters |
| 12 września 201515:00 |                     | 31:37 |                    | Forshaw Park, Sylvania Waters |

| 12 września 201515:30 | Perth Spirit | 23:26 | Canberra Vikings | University of Western Australia, Perth |
| 12 września 201515:30 |              | 23:26 |                  | University of Western Australia, Perth |

### Runda 5
| 17 września 201519:30 | Canberra Vikings | 76:16 | Sydney Stars | Viking Park, Canberra |
| 17 września 201519:30 |                  | 76:16 |              | Viking Park, Canberra |

| 19 września 201514:00 | Melbourne Rising | 37:36 | Greater Sydney Rams | Latrobe City Stadium, Morwell |
| 19 września 201514:00 |                  | 37:36 |                     | Latrobe City Stadium, Morwell |

| 19 września 201518:00 | Queensland Country | 34:64 | Perth Spirit | Rugby Park, Rockhampton |
| 19 września 201518:00 |                    | 34:64 |              | Rugby Park, Rockhampton |

| 20 września 201515:30 | Brisbane City | 61:29 | NSW Country Eagles | Ballymore Stadium, Brisbane Widzów: 1816 |
| 20 września 201515:30 |               | 61:29 |                    | Ballymore Stadium, Brisbane Widzów: 1816 |

### Runda 6
| 24 września 201519:30 | NSW Country Eagles | 16:24 | Queensland Country | Sportsground No. 2, Newcastle |
| 24 września 201519:30 |                    | 16:24 |                    | Sportsground No. 2, Newcastle |

| 26 września 201515:00 | North Harbour Rays | 37:63 | Canberra Vikings | Pittwater Park, Warriewood |
| 26 września 201515:00 |                    | 37:63 |                  | Pittwater Park, Warriewood |

| 26 września 201515:30 | Perth Spirit | 31:21 | Melbourne Rising | University of Western Australia, Perth |
| 26 września 201515:30 |              | 31:21 |                  | University of Western Australia, Perth |

| 27 września 201515:00 | Sydney Stars | 44:32 | Greater Sydney Rams | Leichhardt Oval, Leichhardt |
| 27 września 201515:00 |              | 44:32 |                     | Leichhardt Oval, Leichhardt |

### Runda 7
| 1 października 201519:30 | Greater Sydney Rams | 23:21 | North Harbour Rays | Pirtek Stadium, Sydney |
| 1 października 201519:30 |                     | 23:21 |                    | Pirtek Stadium, Sydney |

| 2 października 201519:30 | Canberra Vikings | 42:16 | Melbourne Rising | Viking Park, Canberra |
| 2 października 201519:30 |                  | 42:16 |                  | Viking Park, Canberra |

| 2 października 201519:30 | Sydney Stars | 0:58 | Brisbane City | Leichhardt Oval, Leichhardt |
| 2 października 201519:30 |              | 0:58 |               | Leichhardt Oval, Leichhardt |

| 4 października 201515:00 | Perth Spirit | 29:32 | NSW Country Eagles | University of Western Australia, Perth |
| 4 października 201515:00 |              | 29:32 |                    | University of Western Australia, Perth |

### Runda 8
| 8 października 201519:30 | Melbourne Rising | 23:16 | NSW Country Eagles | Kardinia Park, Geelong |
| 8 października 201519:30 |                  | 23:16 |                    | Kardinia Park, Geelong |

| 10 października 201514:00 | Canberra Vikings | 31:37 | Brisbane City | Viking Park, Canberra Widzów: 2177 |
| 10 października 201514:00 |                  | 31:37 |               | Viking Park, Canberra Widzów: 2177 |

| 10 października 201515:00 | North Harbour Rays | 50:32 | Queensland Country | Pittwater Park, Warriewood |
| 10 października 201515:00 |                    | 50:32 |                    | Pittwater Park, Warriewood |

| 10 października 201515:00 | Greater Sydney Rams | 39:63 | Perth Spirit | Concord Oval, Sydney |
| 10 października 201515:00 |                     | 39:63 |              | Concord Oval, Sydney |

### Runda 9
| 15 października 201519:30 | Queensland Country | 8:42 | Canberra Vikings | Sunshine Coast Stadium, Sunshine Coast |
| 15 października 201519:30 |                    | 8:42 |                  | Sunshine Coast Stadium, Sunshine Coast |

| 17 października 201515:30 | Brisbane City | 71:24 | Greater Sydney Rams | Ballymore Stadium, Brisbane Widzów: 2257 |
| 17 października 201515:30 |               | 71:24 |                     | Ballymore Stadium, Brisbane Widzów: 2257 |

| 17 października 201515:30 | NSW Country Eagles | 50:24 | North Harbour Rays | Anne Ashwood Park, Bathurst |
| 17 października 201515:30 |                    | 50:24 |                    | Anne Ashwood Park, Bathurst |

| 18 października 201513:30 | Melbourne Rising | 18:10 | Sydney Stars | Frankston Park, Melbourne |
| 18 października 201513:30 |                  | 18:10 |              | Frankston Park, Melbourne |

## Faza pucharowa
|  |                            |                  |                  |                            |    |               |               |       |
|  | Półfinał                   | Półfinał         | Półfinał         |                            |    | Finał         | Finał         | Finał |
|  | Półfinał                   | Półfinał         | Półfinał         |                            |    | Finał         | Finał         | Finał |
|  | 23 października 2015 19:30 |                  |                  |                            |    |               |               |       |
|  |                            |                  |                  |                            |    |               |               |       |
|  | Canberra Vikings           | Canberra Vikings | 50               |                            |    |               |               |       |
|  | Canberra Vikings           | Canberra Vikings | 50               | 31 października 2015 15:00 |    |               |               |       |
|  | Melbourne Rising           | Melbourne Rising | 34               |                            |    |               |               |       |
|  | Melbourne Rising           | Melbourne Rising | 34               |                            |    | Brisbane City | Brisbane City | 21    |
|  | 24 października 2015 18:30 |                  |                  |                            |    | Brisbane City | Brisbane City | 21    |
|  |                            |                  | Canberra Vikings | Canberra Vikings           | 10 |               |               |       |
|  | Brisbane City              | Brisbane City    | Canberra Vikings | Canberra Vikings           | 10 | 47            |               |       |
|  | Brisbane City              | Brisbane City    |                  |                            |    |               |               |       |
|  | Sydney Stars               | Sydney Stars     | 32               |                            |    |               |               |       |
|  | Sydney Stars               | Sydney Stars     | 32               |                            |    |               |               |       |

| 23 października 201519:30 | Canberra Vikings | 50:34 | Melbourne Rising | Viking Park, Canberra |
| 23 października 201519:30 |                  | 50:34 |                  | Viking Park, Canberra |

| 24 października 201518:30 | Brisbane City | 47:32 | Sydney Stars | Ballymore Stadium, Brisbane |
| 24 października 201518:30 |               | 47:32 |              | Ballymore Stadium, Brisbane |

| 31 października 201515:00 | Brisbane City | 21:10 | Canberra Vikings | Ballymore Stadium, Brisbane Widzów: 4327 |
| 31 października 201515:00 |               | 21:10 |                  | Ballymore Stadium, Brisbane Widzów: 4327 |